# 栃木県道17号那須高原線
栃木県道17号那須高原線（とちぎけんどう17ごう なすこうげんせん）は、那須高原から山麓の栃木県那須郡那須町高久甲に至る県道（主要地方道）である。

## 概要
旧黒磯市市街地と那須湯本および那須岳山麓を結ぶ地方主要道路で、全区間にわたって那須街道の通称で呼ばれ、国道4号および東北自動車道那須ICと接続し年間約490万人の観光客が訪れる那須高原への主要なアクセス道路となっている。かつて2009年（平成21年）10月29日までは一部が那須高原有料道路（ボルケーノハイウェイ）という有料道路として供用されていた。那須湯本から那須岳や那須甲子道路を経由して甲子温泉に抜ける観光周遊のために供された道路である。

### 路線データ
- 起点：栃木県那須郡那須町大字湯本（那須岳山麓、峠の茶屋付近）
- 終点：那須郡那須町大字高久甲（那須分岐点交差点＝栃木県道55号西那須野那須線・栃木県道178号稲沢高久線・栃木県道303号黒磯高久線交点）
  - 支線終点：那須郡那須町大字高久甲（国道4号交点）
- 路線延長：20.466 km[PR 6]

## 歴史
- 1962年（昭和37年）8月10日 - 栃木県が県道那須高原線を認定。
- 1993年（平成5年）5月11日 - 建設省から、県道那須高原線が那須高原線として主要地方道に指定される[1]。

## 路線状況
那須高原を周回する観光道路で、山麓の周回区間から茶臼岳山頂部へと続く道路は、いわゆる盲腸線であり、峠の茶屋付近で県道指定区間は行き止まりとなる。行楽シーズンの休日を中心に慢性的な渋滞が発生し、特に一軒茶屋や那須湯元温泉周辺は、渋滞のポイントにあげられている。また、道路脇には雑木林が広がっている。

### 旧那須高原有料道路
那須高原有料道路は、那須町湯本に存在したかつての有料道路である。1964年（昭和39年）4月1日に工事着工し2億7千万円かけて1965年（昭和40年）5月31日完成し、翌6月1日に供用を開始した。1971年（昭和46年）2月25日から栃木県道路公社の管理に移行した。那須岳側の大丸温泉から那須湯本側のおだんまでは2ルートに分かれており、開通当初は一部に存在していた一方通行区間を1988年（昭和63年）に実施の2車線化改築工事によって解消し、現在は全線が両側2車線の周回が可能な虫眼鏡状のルート構成となっている。なお、同工事の際に料金徴収期間を延長している。料金所は前述の那須IC方面からのアクセス道路である那須湯本の殺生石より那須岳方面に少し登った地点と那須甲子道路との接続点にそれぞれ設置されていたが、2009年（平成21年）10月29日をもって料金徴収期間が満了し、翌10月30日より無料開放されて料金所は撤去された。
有料道路時代の通行料金
- 普通車：360円
- 大型車 (I)：580円
- 大型車 (II)：1,320円
- 軽車両等：50円

### 道の駅
- 道の駅那須高原友愛の森

### 交通量
24時間自動車類交通量（台/日）
- 那須町大字湯本204：8,988
- 那須町大字高久甲4348：12,037
- 那須町大字高久甲4008-8：7,592

## 地理
那須高原は新緑と紅葉の名所であるとともに日本有数のリゾート地で、那須湯元温泉や八幡温泉、弁天温泉など、沿道に多くの那須温泉郷の宿泊施設と、ゴルフ場やスキー場、キャンプ場などほとんどのレジャー施設が集まる。道の途中に展望台があり、南に関東平野、北に茶臼岳を展望できる。道路を登ると、主峰茶臼岳の8合目まで登る那須ロープウェイ山麓駅と結ばれる。

### 通過する自治体
- 那須郡那須町

### 交差する道路
- 支線分岐（大丸温泉バス停附近）

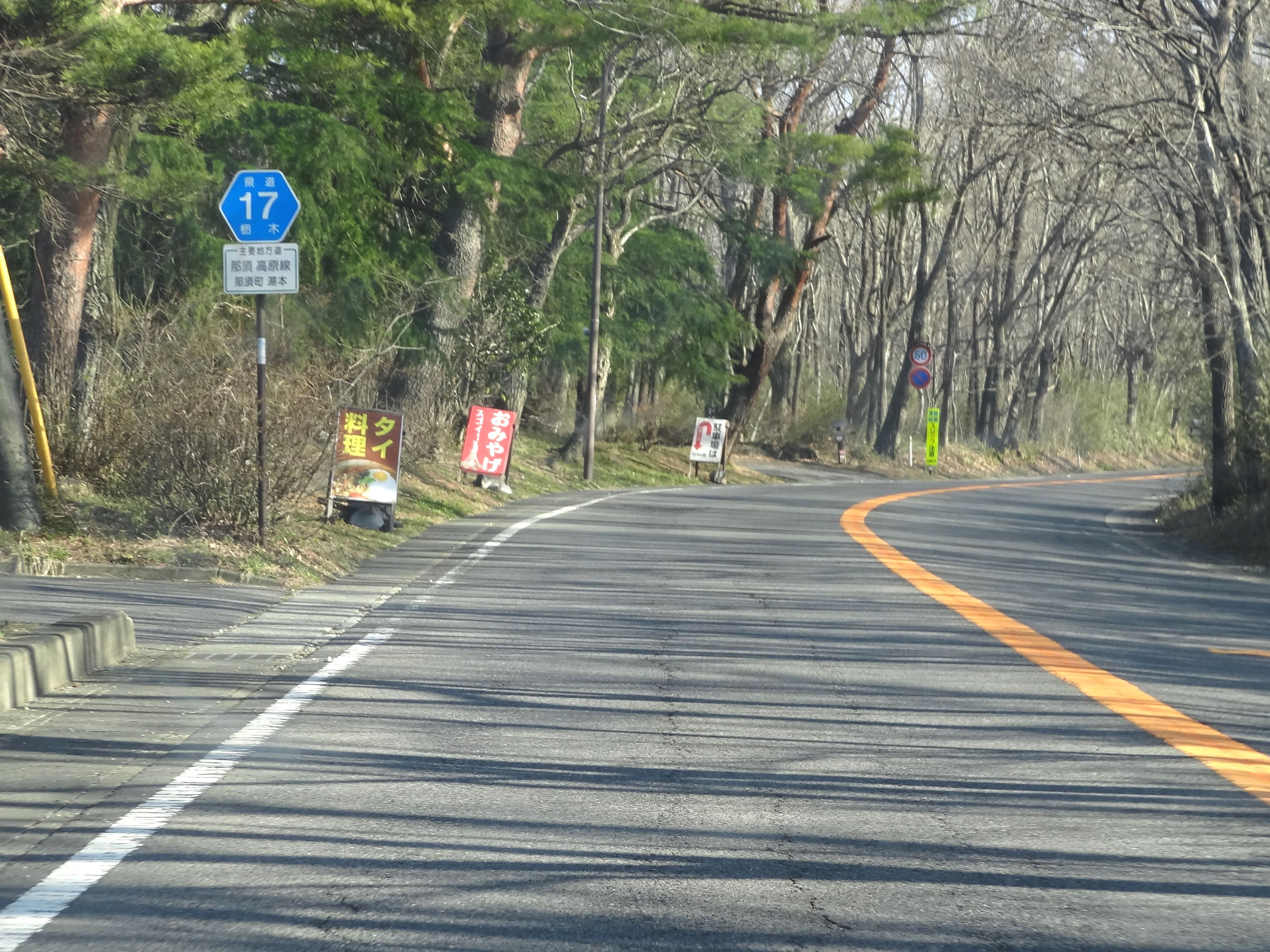
那須郡那須町大字湯本付近

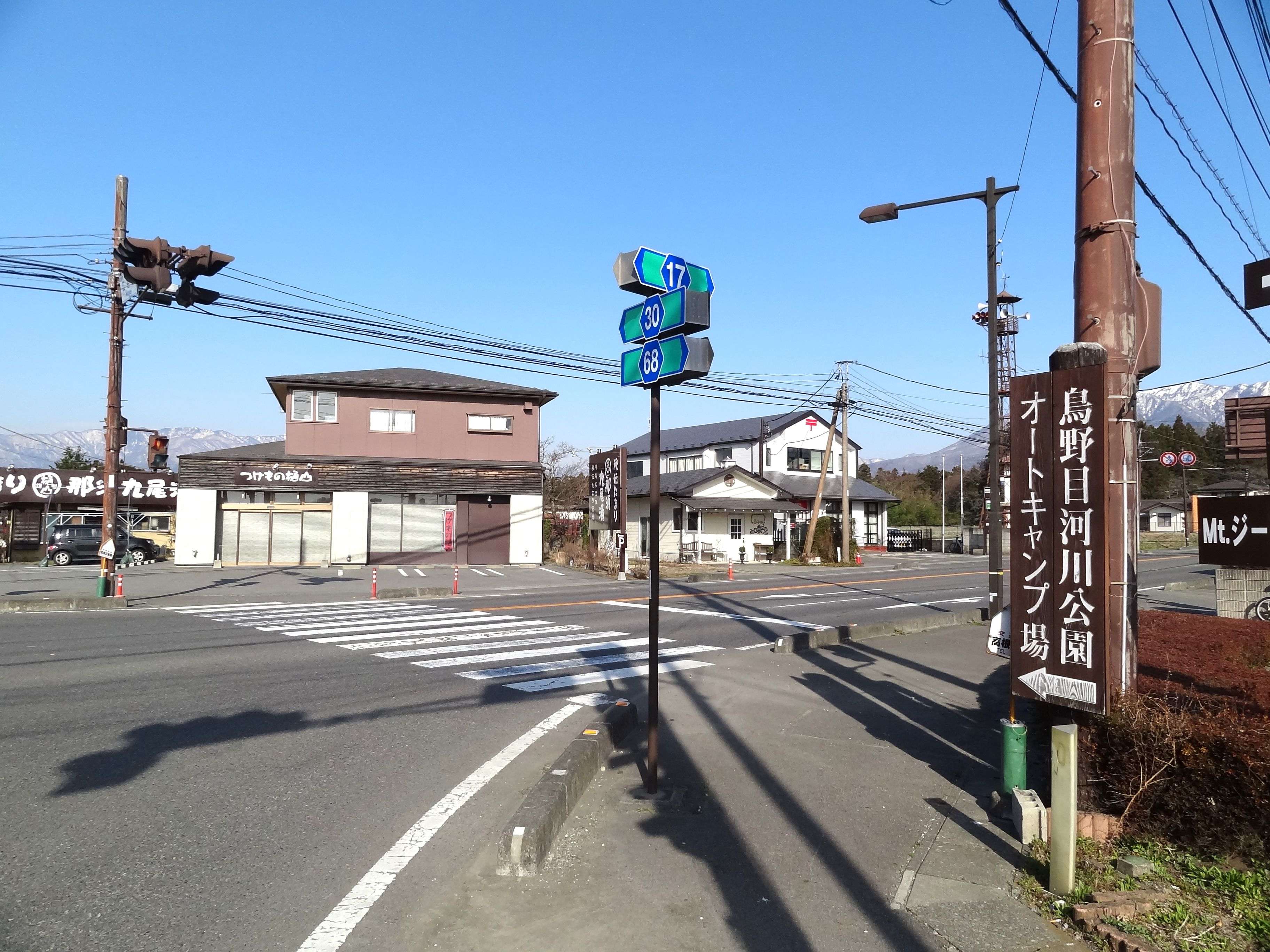
広谷地交差点（栃木県道30号・68号との交点）

  - 栃木県道290号那須甲子線（那須町大字湯本、八幡温泉バス停附近）
- 支線合流（おだんバス停附近）
- 栃木県道266号中塩原板室那須線（那須町・一軒茶屋前交差点）
- 栃木県道21号湯本漆塚線（那須町・一軒茶屋南交差点）
- 栃木県道30号矢板那須線・栃木県道68号那須西郷線 横断道路（那須町・広谷地交差点）
- 支線分岐（那須町大字高久甲）
  - 東北自動車道：那須I.C前交差点）
  - 栃木県道303号黒磯高久線（那須町大字高久甲）
  - 国道4号（那須町大字高久甲・立体交差、支線終点）
- 栃木県道55号西那須野那須線・栃木県道178号稲沢高久線・栃木県道303号黒磯高久線（那須町・那須分岐点交差点、終点）

### 沿線にある施設など
- 那須岳
- 那須ロープウェイ
- 那須温泉郷
- 殺生石
- 那須温泉ファミリースキー場

#### 一次資料
1. ↑  “栃木県 とちぎふるさと街道１ A1”.栃木県.2015年10月11日閲覧。
2. 1 2  “広谷地駐在所”. 栃木県警察那須塩原警察署. 2012年10月20日閲覧。
3. ↑  “那須地域の利用の現況 (PDF) ”. 環境省日光国立公園那須地域保全整備検討会. 2012年10月20日閲覧。
4. 1 2 3 4  平成21年6月県土整備委員会（平成21年度）06月09日-01号：栃木県議会議事録
5. ↑  平成17年第281回（第2号）定例会06月08日-04号：栃木県議会議事録
6. ↑  道路現況調書 平成19年4月1日現在
7. ↑  平成12年第259回（第3号）定例会09月28日-04号：栃木県議会議事録
8. ↑  平成21年5月議会運営委員会（平成21年度）05月21日-01号：栃木県議会議事録
9. ↑  “通行料金等のご案内”. 栃木県道路公社.（インターネットアーカイブ2007年12月6日版）2012年10月20日閲覧。
10. ↑  平成22年度道路交通センサス 2012年8月12日閲覧。